# 沙地话
沙地话（吳語拼音：so di wo），别称崇明话或者启海话。属于吴语太湖片苏沪嘉小片。之所以叫“沙地”是因为原先的崇明、启东和海门，陆地是由长江入海时冲积出的一块块沙洲组成的。三地的语言几乎完全相同的原因是启东和海门的居民绝大多数是在古时从崇明迁来的。另外，南通市通州区、如东县以及张家港市等地方也有讲沙地话的居民。因此以沙地话为母语（或母语之一）的人口大概有340多万。

## 分布
崇啓海：崇明縣包括崇明島和2005年劃入崇明縣的長兴島和橫沙島通行沙地話；海門、啓東境內的沙地話分別稱作“海門話”和“啓東話”，或者合稱爲“啓海話”。
常陰沙地區：常陰沙話主要分佈在舊沙洲縣的東部和北部（今張家港市），即盤蘭沙、東興沙、帶子沙、常陰沙（今錦豐、三興、樂餘、兆豐、南豐、合興、東萊、農場及後塍灘上一帶）。1985年沙洲縣全縣有78.27萬人口，講常陰沙話的約有16.52萬人。當地人稱沙地話爲“崇明話”。
其它方言島：江北的射陽、大豐、東臺、海安、如東一帶，和江南的奉賢、南匯、川沙，還有長江北岸的靖江市都有崇明話的分布。

## 语言特点
因崇明、海门、启东三地原为长江入海口的岛屿（崇明现在仍然如此），交通不便、鲜有政治社会动荡和外来人口冲击，沙地话因此在时代发展中变化不多，在吴语中是比较古老的一种语言。和练塘话、嘉定话、松江话等上海市其它郊区的口音相比，沙地话与上海市区的方言即上海话的差异更大一些。
沙地话區分/ʣ//z/兩個聲母。如“陈”和“神”、“除”和“时”，“住”和“自”等，在上海市区，声母都读作/z/，而沙地话前者发/ʣ/。
此外，韵母的声调多也是沙地话的特点。沙地话保留了阴平、阳平、阴上、阳上、阴去、阳去、阴入、阳入8个调类，相比之下，上海市区话在时代的变迁中已仅剩阴平、阴去、阳去、阴入、阳入5个声调。

## 語音

### 聲母
崇明話共35個聲母（不包括只出現於非首字音節的或輕讀的零聲母），下表列出了崇明話的聲母，根據《崇明方言研究》（2009）:
|        |          |          | 双唇音        | 唇齒音       | 齿齦音          | 龈腭音                      | 软腭音           | 聲門音               |
| ------ | -------- | -------- | ------------- | ------------ | --------------- | --------------------------- | ---------------- | -------------------- |
| 鼻音   | 清音     | 清音     | /ʔm/ 眯免母每 |              | /ʔn/ 囡乃       | /ʔȵ/ 黏擬你文讀肉~~（兒語） | /ʔŋ/ 捱拖延      |                      |
| 鼻音   | 濁音     | 濁音     | /ɦm/ 忙米問木 |              | /ɦn/ 難糯囊諾   | /ɦȵ/ 尼牛濃日               | /ɦŋ/ 牙眼硬岳    |                      |
| 塞音   | 清音     | 送氣     | /pʰ/ 偏普胖撲 |              | /tʰ/ 攤吐燙禿   |                             | /kʰ/ 開寬肯哭    |                      |
| 塞音   | 清音     | 不送氣   | /p/ 邊譜繃北  |              | /t/ 單多當督    |                             | /k/ 家白讀哥缸各 | /ʔ/ 愛衣烏迂安櫻骯惡 |
| 塞音   | 濁音     | 濁音     | /b/ 盤婆旁薄  |              | /d/ 蛋肚唐讀    |                             | /ɡ/ 茄共軋個一~  |                      |
| 塞擦音 | 清音     | 送氣     |               |              | /ʦʰ/ 猜粗唱觸   | /ʨʰ/ 氣牽搶七               |                  |                      |
| 塞擦音 | 清音     | 不送氣   |               |              | /ʦ/ 栽組張築    | /ʨ/ 記尖蔣接                |                  |                      |
| 塞擦音 | 濁音     | 濁音     |               |              | /ʣ/ 才鋤從逐    | /ʥ/ 忌舊強集                |                  |                      |
| 擦音   | 清音     | 清音     |               | /f/ 飛府方福 | /s/ 賽素傷叔    | /ɕ/ 西顯向血                |                  | /h/ 哈蟹轟黑         |
| 擦音   | 濁音     | 濁音     |               | /v/ 肥扶房服 | /z/ 裁坐牀熟    | /ʑ/ 徐袖牆截                |                  | /ɦ/ 唉移湖有黃魂活   |
| 擦音   | 先清後濁 | 先清後濁 |               |              |                 |                             |                  | /hɦ/ 鞋害杭核        |
| 边音   | 清音     | 清音     |               |              | /ʔl/ 兒文魯捚拎 |                             |                  |                      |
| 边音   | 濁音     | 濁音     |               |              | /ɦl/ 亂路冷落   |                             |                  |                      |

### 聲調
崇明話有8個聲調，不包含輕聲。
| 拼音符號 | 調類 | 例字   | 調值                           |
| -------- | ---- | ------ | ------------------------------ |
| 1        | 陰平 | 東金詩 | 55（單字也可讀53，連讀只讀55） |
| 2        | 陽平 | 銅情時 | 24                             |
| 3        | 陰上 | 懂緊水 | 424，實爲435                   |
| 4        | 陽上 | 動近是 | 242，實爲241                   |
| 5        | 陰去 | 凍浸四 | 33                             |
| 6        | 陽去 | 洞儘自 | 313，實爲213                   |
| 7        | 陰入 | 督急式 | 55短調，簡寫作5                |
| 8        | 陽入 | 讀及舌 | 23短調，簡寫作2                |

在連讀時，後字有輕聲的讀法，有些虛字眼也有輕聲讀法。舒聲字輕聲標作/30/，入聲字輕聲標作/0/，有些入聲字喉塞音尾/ʔ/脫落。

## 詞彙

### 地名用字
| 崇明話 | 解釋             | 地名用例 | 備註 |
| ------ | ---------------- | --- | --- |
| 沙     | 沙島、沙洲       | 南沙（舊稱南邊的橫沙、圓圓沙等）、北沙（舊稱啓東、海門等）、永隆沙 | |
| 狀     | 村落、地段、地區 | 袁家狀、西南個狀西南地段 | 民國刊本《崇明縣誌》3卷1頁下謂：“崇地漲海爲沙，或準邱形而謂之狀。”這個狀字可能和表示高聳意思的“幢”意思相通。 |
| 洪     | 用作河名地名     | 據民國刊本《崇明縣誌》：南洪、北洪、大洪鎮、海洪、白米沙洪、盤船洪、三沙洪                                                                                            | 民國刊本《崇明縣誌》5卷1頁下謂：“兩沙中間，流水日久漸，狹，因勢利導成渠者曰洪。“                             |
| 滧     | 用作河名地名     | 至今還用：頭滧、二滧、四滧、南四滧、北四滧、五滧、新五滧、六滧、七滧、八滧、滧村鎮 見於民國刊本《崇明縣誌》三卷21頁：蒲沙滧、小六滧、蝦撇滧、十滧、蟶殼滧、老滧、盤滧 | 民國刊本《崇明縣誌》5卷1頁下謂：“入江入海口，潮汐往來、船舶所碇曰港曰滧。”                                   |
| 𠖹     | 今已不用         | 下莊𠖹、下界𠖹港（明正德《崇明縣重修誌》） | 可能和“海岬、海峽”的“岬、峽”異體同用。                                                                       |
| 漾     | 用作河名地名     | 小漾、小漾河、小漾橋、漾肩浪 | 漾，《廣韻》去聲漾韻餘亮切“水名，在陝西”。崇明話讀於亮切，是陰去調，且沒有同音字。俗寫都作“漾”。             |

## 語法

### 词缀

#### 後綴“子”
“子”作後綴時讀輕聲/tsɿ30/，有多種意思，如：
1. 指示詞後作量詞：其子（這些、那些、這種、那種）、箇其子（這些、那些、這種、那種）、吉其子（這種、這些）、哪其子（哪一種、哪些）、箇伐子（這些、那些、這種、那種）、吉個伐子（這種、這些）；
2. 方位詞後表時間或者處所：東南角子（東南方向的地方；太陽在東南方向，指上午10點左右）、西南角子（西南方向的地方；太陽在西南方向，指下午4點左右）、東北角子（東北方向的地方）、西北角子（西北方向的地方）；
3. 時間詞後表時間

## 內部差異

### 語音

#### 韻母分合
- 崇明本島分/ã/、/ɑ̃/兩韻，常陰沙話[2]和海門老派以外這兩個韻母合併。如東沙地話老派區分/ã/、/ɑ̃/兩韻，新派合併，但在/g//ŋ//hɦ/等舌根音後的音值爲[ɑ̃]，其他爲[ã][3]。
- 海門話除老派外/aʔ/，/ɑʔ/兩個入聲韻混同，（根據王洪钟2008年《海門方言語法專題研究》，當時60歲以下發音人已不區分陽聲韻和入聲韻中的/a/與/ɑ/）

#### 自成音節韻母
常陰沙話無自成音節的/ŋ̍/。崇明話讀自成音節的鼻音韻母/ŋ̍/的字最多，如：我文讀（/ʔŋ̍55陰平/），悟~爽（舒坦）（/ʔŋ̍33陰去/），俄（/ɦŋ̍24陽平/），我白讀（/ɦŋ̍242陽上/），餓（/ɦŋ̍313陽去/）。張惠英調查到海門話只有“我”字讀/ɦŋ̍陽上/，而在《南通地區方言研究》的記錄中，除了“我”字外，“鵝”“俄”“娥”“蛾”“餓”五個字的白讀音也爲自成音節的/ŋ̍/韻，可能是是當時的少數老派發音。啓東話“我”字讀/ɦŋ̍陽上/。
相似的，讀自成音節/n̩/韻母字的多少也是一項重要的語音特徵：崇明話有一個陰平調的/ʔn̩55/字，表示未曾的意思，而啓東、海門和常陰沙沒有這個字。崇明話表示“未曾”說/ʔn̩55/和/ʔn̩55 ȵin55/，而啓海話和常陰沙話說“朆“弗曾”合音”和“朆“弗曾”的另一種合音”。

#### 崇明島內差異
崇明島內語音差別不大，縣屬兩個鎮城橋鎮和堡鎮的口音和用語基本一致，基本可以代表全縣大部分地區方言。城家鎮地區和南盤滧鎮一帶語音和個別詞語上有些特點。

##### 陳家鎮
語音特點：一、古宕江通三攝的一些字今讀相混，都讀ã韻。例如：長江=長工（/ʣã24 kɑ̃55/），工人=鋼人（/kɑ̃55 ȵin24-55/），通風=湯風擋風（/tʰɑ̃55 fɑ̃55/），龍頭=榔頭（/ɦlɑ̃24 dɵ24-55/）。二、古曉母匣母今字和古非組字排合口呼韻母時，聲母都讀f或v。例如：河=扶（/vu24/），禍=武（/vu242/），賀=附（/hɦu313/），慌=方（/fɑ̃55/），小夥子=小夫子（/ɕiɔ424 fu55 ʦɿ424-30/），老虎頭=老斧頭（/ɦlɔ242-313 fu424-33 dɵ24-55/），頭爿昏頭暈=頭爿分（/dø24 bæ24-55 fən55/）。

##### 南盤滧鎮
城橋等地讀z聲母的字，南盤滧鎮多讀dz聲母，如下表：
|            | 匙   | 墅    | 塵    | 慎     | 術述 | 鐲續 |
| ---------- | ---- | ----- | ----- | ------ | ---- | ---- |
| 南盤滧鎮   | ʣɿ24 | ʣɿ313 | ʣən24 | ʣən313 | ʣəʔ2 | ʣoʔ2 |
| 城橋、堡鎮 | zɿ24 | zɿ313 | zən24 | zən313 | zəʔ2 | zoʔ2 |

### 词汇

#### 指示代詞
崇明話和啓東話第三人稱單數作主語和賓語都用“夷”（/ɦi24/）。常陰沙話第三人稱單數作主語時用“渠”（/gi24/），作賓語時用“夷”。海門話第三人稱單數作主語時可用“夷”（/ɦi24/）可用“渠”（/gi24/）。“夷”作賓語時可以指物這點，幾處都相同，如常陰沙話：
渠是我老師他是我老師。
我弗認得夷我不認得他。
箇碗飯喫脫夷把這碗飯喫了。
崇明島陳家鎮地區老年人口音中，“我”叫“尚”（/zɑ̃313/），我們叫“尚里”（/zɑ̃313 li30/）；“你”叫“實你”（/zəʔ2 n242-33/），或其合音“甚”（/zən313/），“你們”叫“甚特”（/zən313 də30/）。